# J. Vincent Edwards
J. Vincent Edwards, ook wel Vincent Edwards, (20 juni 1947) is een Britse zanger, songwriter en producer. Hij speelde in de Londense productie van de musical Hair in 1968. Als solozanger had hij in 1969 een grote hit met het nummer Thanks (to the Lord for a girl like Emily Jane). Het nummer stond vijf weken op de eerste plaats in de Vlaamse hitparade. In de daaropvolgende jaren haalden nog een aantal singles van hem de Vlaamse hitparade: Who Are My Friends en Long Live Love in 1970, (Sha La La La La) Shangri-La (1972) en Love Hit Me (1976).

## Biografie
Edwards schreef zelf ook nummers. Het meest succesvolle is Right back where we started from dat in 1976 een internationale hit was voor Maxine Nightingale. Edwards en Pierre Tubbs schreven de song en produceerden de opname. De single bereikte de tweede plaats in de Billboard Hot 100. Deze song staat op de soundtrack van een aantal films, waaronder Slap Shot (1977), Whatever Happened to Harold Smith? (1999), The Family Stone (2005) en Shrek Forever After (2010). Ze werd ook opgenomen door Sinitta en de meidengroep Cleopatra op de soundtrack van de Disney-animatiefilm An Extremely Goofy Movie (2000).
In de jaren 1980 maakte hij deel uit van de groep "Star Turn on 45 Pints", (een verwijzing naar Stars on 45) die novelty-songs en parodieën maakten zoals "Pump Up the Bitter" (parodie op "Pump Up the Volume"), dat in de Britse hitparade tot de tweede plaats kwam en waarmee ze op de BBC-televisie in "Top of the Pops" optraden.
In 1999 schreef hij de muziek voor de musical "Souls.com", die off-Broadway in New York werd opgevoerd. Het verhaal was geschreven door Jan Quackenbush.
J. Vincent Edwards is niet te verwarren met Vincent "Vince" Edwards, de Amerikaanse acteur die de titelrol speelde in de tv-doktersserie Ben Casey, en die in 1963 ook een plaat uitbracht.

## Discografie

### Singles
| Single met eventuele hitnotering(en) in de Nederlandse Top 40 | Datum van verschijnen | Datum van binnenkomst | Hoogste positie | Aantal weken | Opmerkingen                |
| ------------------------------------------------------------- | --------------------- | --------------------- | --------------- | ------------ | -------------------------- |
| Run to the sun                                                | 1969                  | 18-10-1969            | tip29           | -            |                            |
| Thanks                                                        | 1969                  | 06-12-1969            | 3               | 14           |                            |
| Who are my friends                                            | 1970                  | 02-05-1970            | tip13           | -            |                            |
| Love hit me                                                   | 1976                  | 06-11-1976            | 10              | 8            | Nr. 9 in de Single Top 100 |

| Single met hitnotering(en) in de Vlaamse Ultratop 50 | Datum van verschijnen | Datum van binnenkomst | Hoogste positie | Aantal weken | Opmerkingen                 |
| ---------------------------------------------------- | --------------------- | --------------------- | --------------- | ------------ | --------------------------- |
| Who are my friends                                   | 1970                  | -                     |                 |              | Nr. 15 in de Radio 2 Top 30 |
| Long live love                                       | 1970                  | -                     |                 |              | Nr. 19 in de Radio 2 Top 30 |
| Shangri-la                                           | 1971                  | -                     |                 |              | Nr. 22 in de Radio 2 Top 30 |
| Love hit me                                          | 1976                  | -                     |                 |              | Nr. 6 in de Radio 2 Top 30  |
| Just wanna dance with you                            | 1977                  | -                     |                 |              | Nr. 27 in de Radio 2 Top 30 |

### NPO Radio 2 Top 2000
| Nummer met noteringen in de NPO Radio 2 Top 2000 | '99  | '00  | '01  |
| ------------------------------------------------ | ---- | ---- | ---- |
| Thanks                                           | 1824 | 1803 | 1926 |

1. ↑  Een vetgedrukt getal geeft de hoogste notering aan.
2. ↑  Deze tabel is bijgewerkt tot en met de laatste editie (2024).